# Marit Laurin
Marit Laurin (* 3. September 1904; † 12. Juli 1988 in Järna) war eine schwedische Anthroposophin, Übersetzerin und Nachdichterin.
Besonders bekannt ist ihre Nachdichtung von Parzival für Kinder und Jugend, herausgegeben in Schwedisch 1983. Das Buch ist in mehrere Sprachen übersetzt worden, u. a. deutsch, russisch und norwegisch, die deutsche Ausgabe wurde 1986 herausgegeben. Laurin hat auch mehrere Werke von Rudolf Steiner und Johann Wolfgang von Goethe ins Schwedische übersetzt und bearbeitet.

## Werke (Auswahl)
- Parzival auf der Suche nach dem Gral, Nachdichtung von Wolfram von Eschenbach, Stuttgart, Verlag Freies Geistesleben, 1986, ISBN 3-7725-1592-4. Mit Illustrationen von Alexander Reichstein. (Originalausgabe (schwedisch): Parsifal och vägen till Gral, Järna, Telleby Bokförlag, 1983, ISBN 91-85672-20-3)

| Personendaten    | Personendaten                                              |
| ---------------- | ---------------------------------------------------------- |
| NAME             | Laurin, Marit                                              |
| KURZBESCHREIBUNG | schwedische Anthroposophin, Übersetzerin und Nachdichterin |
| GEBURTSDATUM     | 3. September 1904                                          |
| STERBEDATUM      | 12. Juli 1988                                              |
| STERBEORT        | Järna, Schweden                                            |